# Pilea rhizobola
Pilea rhizobola är en nässelväxtart som beskrevs av Friedrich Anton Wilhelm Miquel. Pilea rhizobola ingår i släktet pileor, och familjen nässelväxter. Inga underarter finns listade i Catalogue of Life.